# RACE123
전라남도 영암군 코리아 인터내셔널 서킷에서 열리는 RACE123는 수입 경기가 아닌 한국에서 조직되는 최초의 국제 내구레이스 대회이다. GT3, GTC, Sport Production, Touring Production 1, Touring Production 2 등 5개의 클래스로 치러지며, 총 주행 거리는 1,230Km (코리아 인터내셔널 서킷 219 랩)이다. 총 상금은 미화 $500,000 달러이다. 